# Pyrellina distincta
Pyrellina distincta är en tvåvingeart som först beskrevs av Walker 1853.  Pyrellina distincta ingår i släktet Pyrellina och familjen husflugor. Inga underarter finns listade i Catalogue of Life.